# John Johnsen
John Haakon Johnsen (ur. 5 stycznia 1892 w Oslo, zm. 24 sierpnia 1984 tamże) – norweski pływak, uczestnik Letnich Igrzysk 1912 w Sztokholmie.
Startował na igrzyskach olimpijskich w konkurencjach pływackich: 100, 400 i 1500 metrów stylem dowolnym oraz 100 metrów stylem grzbietowym. Tylko na dystansie 400 metrów udało mu się awansować do półfinału. W pozostałych odpadł w pierwszej rundzie.